# Johannes Pedersen (filolog)
 Der er flere personer med dette navn, se Johannes Pedersen.
Johannes Peder Ejler Pedersen (7. november 1883 i Illebølle, Lindelse Sogn, Langeland – 22. december 1977 i København) var en dansk dr.phil. & dr.theol., professor i semitisk filologi, forfatter og præsident for Videnskabernes Selskab.
Han studerede på al-Azhar i vinteren 1920-1921 og udgav ved hjemkomsten i 1922 en lille bog om sine iagttagelser, som blev en klassiker blandt danske islam-studier. Hans videnskabelige produktion var omfattende og placerede ham blandt verdens førende islam-forskere.
Han er begravet på Frederiksberg Ældre Kirkegård.

## Hæder
- Teologisk æresdoktor ved Lunds Universitet 1923, ved Manchester University 1947 og Glasgow University 1951
- Medlem af Videnskabernes Selskab i 1924, formand for dets historiske-filosofiske klasse i 1942 og præsident for selskabet 1963-69
- Medlem af mange lærde selskaber i udlandet: Vetenskaps-Societeten i Lund 1927, Society for Old Testament Study 1931, Det Norske Videnskaps-Akademi i Oslo 1932, Kungliga humanistiska Vetenskapssamfundet i Lund 1935, Gesellschaft der Wissenschaften zu Göttingen 1936, Akademiet i Berlin 1939, Kungliga Vitterhets Historie och Antikvitets Akademien i Stockholm 1940, Society of Biblical Literature and Exegesis og American Oriental Society 1947, Kungliga Vetenskaps- och Vitterhetssamhället i Göteborg 1948, The British Academy og Akademie der Wissenschaft und der Literatur zu Mainz 1950, Deutsche morgenländische Gesellschaft 1953, Oosters Genootschap 1956, The Royal Asiatic Society, London 1961, The School of Oriental and African Studies in London 1963. Han var medlem af Academie Arabe i Damaskus og af akademiet for det arabiske sprog i Cairo
- Ridder af Dannebrogordenen 1928, Dannebrogsmand 1937, Kommandør af 2. grad 1942 og af 1. grad 1948 og Storkorsridder 1955

## Værker
- Israel, 1920-34.
- Al-Azhar, et muhammedansk Universitet, 1922.
- Hebræisk Grammatik, 1926.
- Islams kultur, 1928.
- Den arabiske Bog, 1946.
- The Carlsberg Foundation, 1956.